# رادي أفراموفيتش
رادويكو أفراموفيتش (بالصربية: Радојко Аврамовић)‏، من مواليد 29 نوفمبر 1949، مدرب كرة قدم صربي.
و قد درب منتخب الكويت لكرة القدم من 2002 وحتى عام 2003، وهو يدرب منتخب سنغافورة لكرة القدم منذ عام 2003.

## روابط خارجية
- رادي أفراموفيتش على موقع قاعدة بيانات كرة القدم.إي يو (الإنجليزية)
- رادي أفراموفيتش على موقع ناشيونال فوتبول تيمز (الإنجليزية)
- رادي أفراموفيتش على موقع أوليمبيديا (الإنجليزية)